# Ericeia nauarchia
Ericeia nauarchia là một loài bướm đêm trong họ Erebidae.